# Calosoma angulatum
Calosoma angulatum es una especie de escarabajo del género Calosoma, familia Carabidae. Fue descrita científicamente por Chevrolat en 1834.
Esta especie se encuentra en Colombia, Venezuela, Estados Unidos, Guatemala y México.